# Chiang Muan (huyện)
Chiang Muan (tiếng Thái: เชียงม่วน) là một huyện (amphoe) ở phía nam thuộc tỉnh Phayao, phía bắc Thái Lan.

## Lịch sử
Chiang Mun ban đầu thuộc huyện Ban Muang của tỉnh Chiang Rai (sau này đổi tên thành huyện Pong). Ngày 12/5/1969, tiểu huyện (King Amphoe) Chiang Mun được thành lập làm một đơn vị hành chính thuộc huyện Pong, bao gồm 2 tambon Chiang Muan và Sa. Ngày 1/4/1974, đơn vị này đã được nâng cấp thành huyện. Năm 1977, huyện này được đưa vào tỉnh mới thành lập, tỉnh Phayao.

## Địa lý
Các huyện giáp ranh (từ phía tây theo chiều kim đồng hồ): Dok Khamtai, Pong thuộc tỉnh Phayao, Ban Luang thuộc tỉnh Nan, Song thuộc tỉnh Phrae.
Nguồn nước chính ở đây là sông Yom.
Vườn quốc gia Doi Phu Nang nằm ở huyện Chiang Muan.

## Hành chính
Huyện này được chia thành 3 phó huyện (tambon), các đơn vị này lại được chia ra thành 34 làng (muban). Chiang Muan là một thị trấn (thesaban tambon) nằm trên phần lớn tambon Chiang Muan và một phần của Ban Mang. 
| STT | Tên         | Tên tiếng Thái | Số làng | Dân số |  |
| --- | ----------- | -------------- | ------- | ------ |  |
| 1.  | Chiang Muan | เชียงม่วน        | 10      | 7.261  |  |
| 2.  | Ban Mang    | บ้านมาง         | 11      | 5.929  |  |
| 3.  | Sa          | สระ            | 13      | 6.352  |  |